# Tågeskov
Tågeskove opstår i subtroperne og troperne i kystnære egne i højder mellem 900 – 3000 meter, hvor en fremherskende pålandsvind tvinger fugtmættet luft fra havet ind over land. Når luften presses i vejret, vil den afkøles med ca. ½° pr. 100 m opstigning. Derved dannes der lave skyer eller tåge mellem træernes kroner og temperaturen ligger her på omkring 20 grader hele året. 
Tågeskove findes i smalle bælter langs kyster, som ellers er træfattige eller helt træløse. De fleste tågeskove (277.582 km² ) findes i Asien, resten er delt mellem Sydamerika med 25 % (96.394 km²) og Afrika med 15 % (57.190 km²). 
Tågeskove er domineret af træer og buske, som stiller høje krav til luftfugtighed, og skovene rummer ofte stor biodiversitet på grund af den markante randzonevirkning. Et karakteristisk element for plantesamfundene i tågeskovene er de mange arter af epifytter og orkidéer. Træerne er krogede og lavstammede og mosser, bregner og laver og andre epifyter hænger fra grenene. Lyset er dæmpet på grund af tågen og bladhanget og derfor mindskes fordampningen fra skoven. Tågen fortættes omkring træernes blade og drypper ned gennem skoven. Skovbunden er dækket af mosser. Jorden sumpet med et lag af muld og tørv. Klimaet i tågeskove er noget køligere end ved almindelige regnskove og forrådnelsesproceserne er dermed langsommere, så det organiske materiale omsættes langsommere til næringsstoffer. Tågeskovene har derfor mange eksempler på plantearter, der finder alternative energi-kilder, f.eks. kandebæreren, der er en kødædende plante. 
Tågeskovene er sjældne og meget sårbare, da de påvirkes voldsomt af klimaændringer som El Niño og af udbredt skovhugst. Biotopen er derfor en af de mest truede på kloden. Det er bekymrende da tågeskovene er kilder til rent drikkevand for millioner af mennesker og derudover indeholder en enestående pulje af genetisk mangfoldighed. I tågeskoven i Rwanda hører bjerggorillaen til og i den sydamerikanske tågeskov hører Guatemalas nationalfugl, Quetzalen til – to eksempler på tågeskovenes skatte indenfor dyreverdenen.

## Eksempler på lande hvor tågeskove forekommer
- Australien
- Brasilien
- Cambodia
- Colombia
- Costa Rica
- Fiji
- Kina
- Madagaskar
- New Zealand (Fjordland, tempereret)
- Portugal (Madeira, tempereret)
- Rwanda
- Sri Lanka
- Tanzania
- Vietnam

Tågeskovene i de tempererede områder regnes til tider ikke med som egentlige tågeskove, men de ligner meget de tropiske og subtropiske tågeskove.